# Cazuela de los últimos días
La  cazuela de los últimos días o cazuela de carnaval (greixonera dels darrers dies o greixonera de carnaval en balear) es un plato típico de la gastronomía balear que se comía en tiempo de carnaval, antes del largo periodo de ayuno y abstinencia de cuaresma. Se aprovechaban los restos que quedaban de la matanza del cerdo. Es una receta muy antigua. Existe una versión dulce.